# 甲状腺肿
甲狀腺腫（英語：goitre）又稱甲狀腺肥大、大脖子病，粵語俗稱大頸泡，指甲狀腺發生腫脹，而此往往亦會引發頸部及聲帶腫脹。甲狀腺一般重15至25克，然而腫大的甲狀腺可成長至1公斤。
甲狀腺腫大一般與甲狀腺疾病有關，雖然甲狀腺腫大一般都不會產生疼痛，但會導致咳嗽，吞嚥或呼吸困難等症狀。90%的甲狀腺腫皆源於碘缺乏病。
甲狀腺腫定義為瀰漫性或結節性甲狀腺腫大。瀰漫性甲狀腺腫的特點是甲狀腺光滑且均勻增大，結節性甲狀腺腫可以是無毒的或有毒的，其特徵是甲狀腺內有≥ 1 個結節增大。只含有一個結節時，稱為單一結節甲狀腺腫；多結節性甲狀腺腫特指有≥ 2 個結節增大的甲狀腺腫。非毒性結節性甲狀腺腫與正常水平的 TSH 相關；毒性結節性甲狀腺腫，觸摸甲狀腺時有腫塊感，實際可能是一顆或多顆的結節，與 TSH 抑制、甲狀腺功能亢進症狀或兩者有關。
甲狀腺結節的臨床重要性，除了可能出現壓迫症狀或甲狀腺功能障礙之外，主要是有甲狀腺癌的可能性。在過去，多結節性被認為是良性甲狀腺疾病的標誌。然而，許多文獻也發現，多結節性甲狀腺腫的惡性腫瘤發生率與單一甲狀腺結節相似。
甲狀腺炎是一個廣義術語，包括許多可能導致短暫性甲狀腺毒症的病症（例如亞急性、產後、無痛 [沉默]、藥物誘導和外傷性甲狀腺炎），由甲狀腺組織破壞和隨後的甲狀腺激素釋放引起。
甲狀腺危象（或甲狀腺毒危象）是危及生命的甲狀腺毒症，多器官受累，可能包括心血管、體溫調節、胃腸道、肝臟和中樞神經系統功能障礙。

## 症狀
若甲狀腺腫伴隨甲狀腺功能亢進症出現，通常會出現怕熱、體重下降及食慾增加等症狀。但由於不少疾病亦有這些症狀，因此不容易診斷。
各年齡層民眾都可能出現甲狀腺腫大，不過年過四十族群較常出現這種問題。飲食缺碘、女性、年齡增長、有自體免疫疾病家族病史、個人病史、懷孕、停經、使用特定藥物、接觸幅射線等都會增加甲狀腺腫大發生風險。以藥物來說，有些免疫抑制劑、反轉錄病毒藥物、心臟病用藥胺碘酮、治療精神疾病鋰鹽類藥物等都可能引起甲狀腺腫大副作用。
碘缺乏的成年人可能會出現甲狀腺腫（包括瀰漫性甲狀腺腫或結節性甲狀腺腫）和/或甲狀腺功能減退症，具體取決於碘缺乏的嚴重程度。最初，輕度至中度碘缺乏的患者可能會出現瀰漫性甲狀腺腫，由於甲狀腺活動增加補償了低碘攝入量，可能會發展為結節性甲狀腺腫（老年人更可能出現多結節性甲狀腺腫）。如果甲狀腺結節繼續生長，可能會形成自主功能的甲狀腺結節，可能導致毒性結節性甲狀腺腫（毒性甲狀腺腺瘤或毒性多結節性甲狀腺腫）。毒性結節性甲狀腺腫患者可出現亞臨床或明顯甲狀腺功能亢進，其體徵和症狀可能包括：熱不耐受、出汗增加、緊張焦慮、疲勞、注意力不集中、失眠、心悸、呼吸急促或主觀呼吸功增加。儘管食慾增加（食慾過盛）但體重減輕
震顫、肌肉無力。女性月經稀發或不孕，男性性慾減退。眼睛症狀，如眼睛刺激、疼痛、眼球運動不適、複視或眼瞼腫脹（在格雷夫斯病患者中更常見）。
據粗略估計，國內約有百分之五的人口患有結節性甲狀腺腫，確實發生的原因尚不清楚，但大多數結節性甲狀腺腫屬良性，通常不需要特別治療。而惡性結節比例雖低，卻仍有機會發生，所以必須針對結節性甲狀腺腫做出診斷，以治療其中的惡性結節。

## 形態
形態方面，甲狀腺腫可以以生長模式或其生長的大小來分類：

### 生長模式
- 單向結節（甲狀腺腫單向結節性多動脈炎）：可能是無毒或有毒的結節
- 多結節（甲狀腺腫結節性多動脈炎）：同樣可能是無毒或有毒，後者稱為中毒性結節性甲狀腺腫（英语：Toxic multinodular goitre）
- 擴散（甲狀腺腫擴散）：整個甲狀腺出現腫脹。

### 生長的大小
按世界衛生組織分級：
- 第0級：視診及觸診皆無法察覺。
- 第1級（觸診甲狀腺腫）：當頸部處於正常位置時難以視診察覺，只能憑觸診發現。
- 第2級：甲狀腺可直接觸摸到，亦能直接看到。

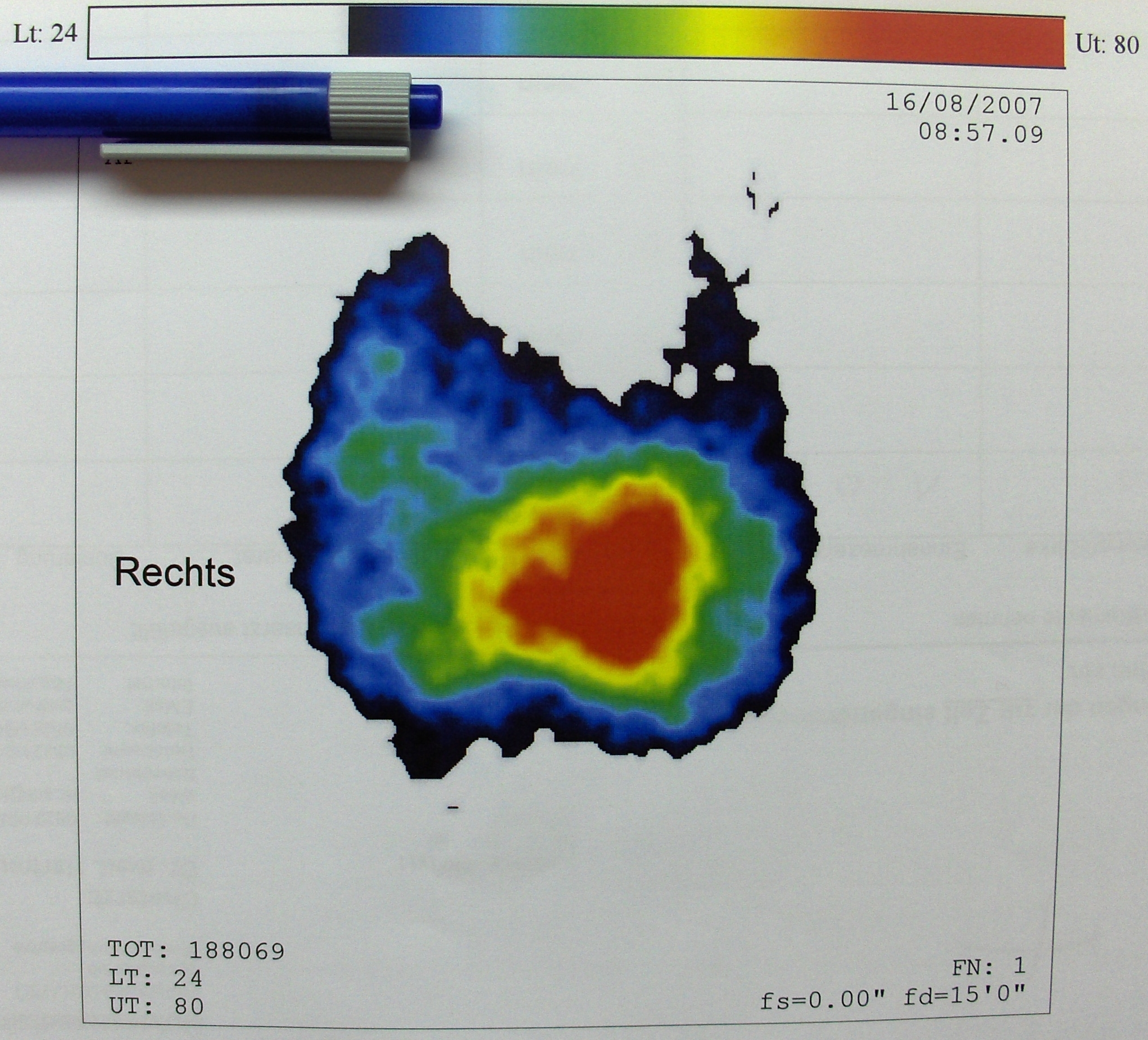
甲狀腺腫與气管前自发性腺瘤（英语：Thyroid adenoma）的碘131闪烁显像
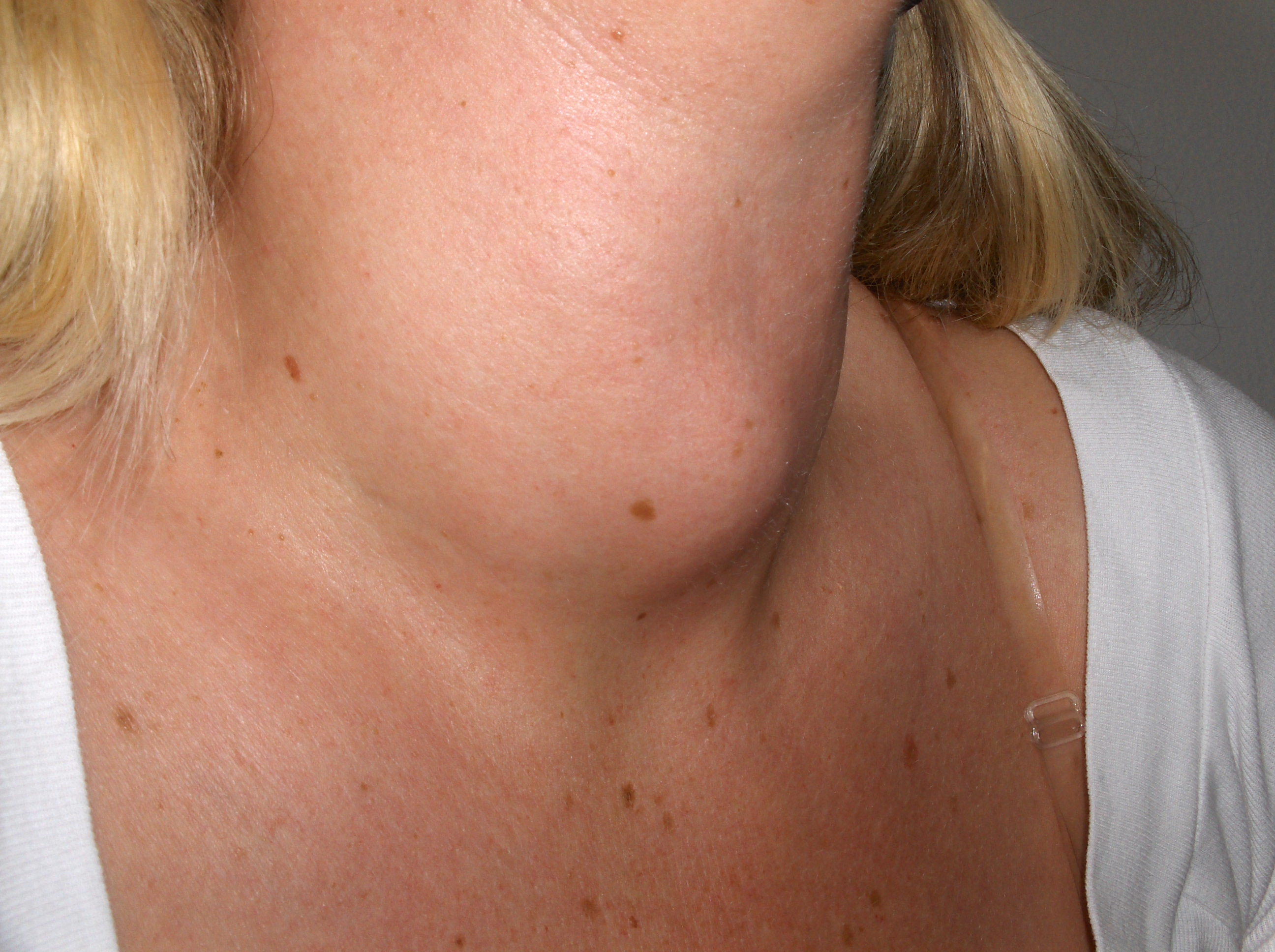
甲狀腺腫，II类，WHO 2級
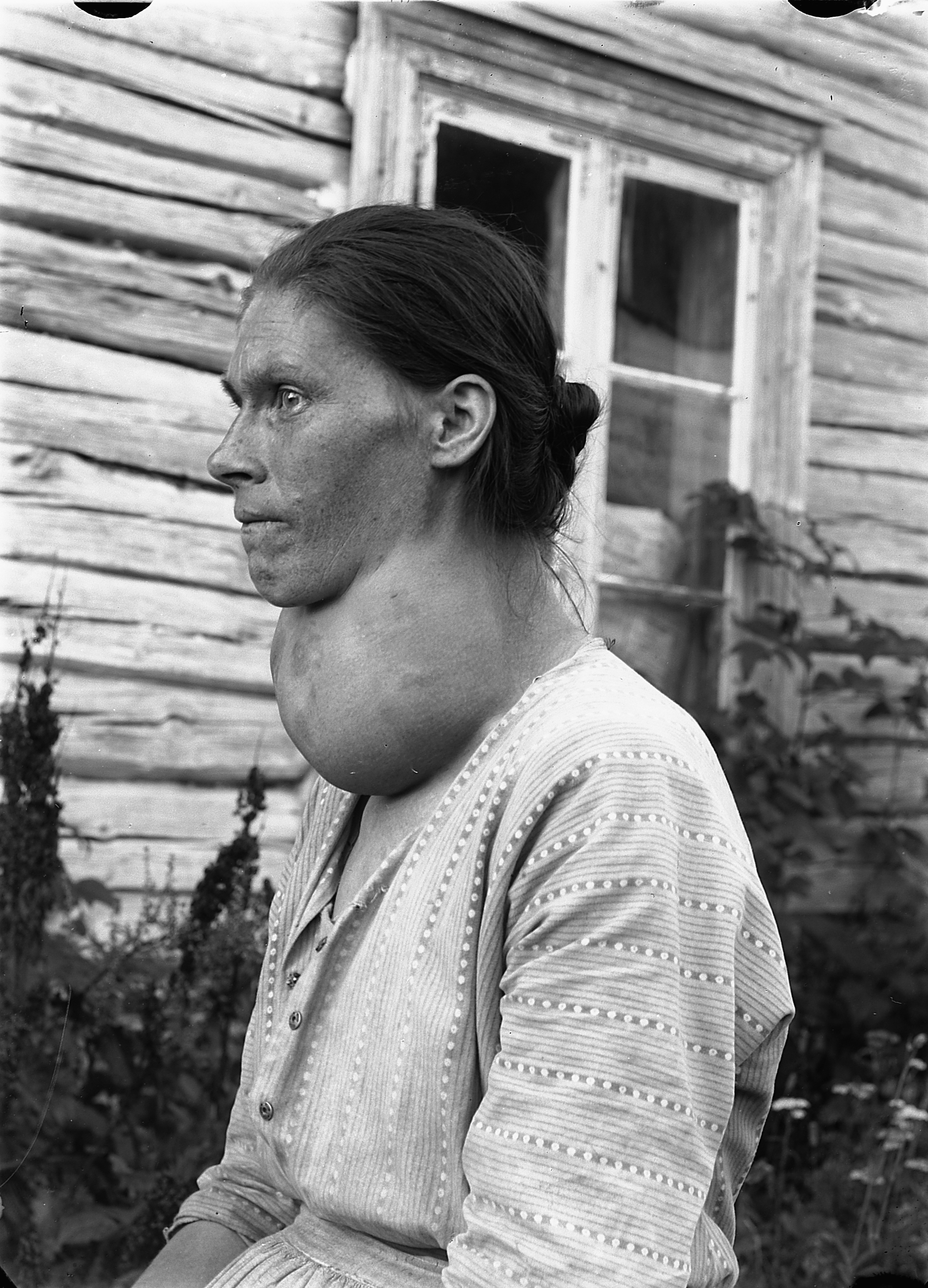
甲狀腺腫，III类，WHO 2級

### 生長的類型
甲狀腺腫分為散發性、地方性或家族性1
散發性甲狀腺腫發生在沒有碘缺乏的人群中，是由自發的隱性基因組變異引起的
據報導，輕度至中度碘缺乏地區 > 10% 的人口患有地方性甲狀腺腫，由慢性碘缺乏引起。由於潛在的遺傳易感性，家族性甲狀腺腫的特徵是同一家族的幾個成員出現瀰漫性或結節性甲狀腺腫大。目前在碘攝取量沒有缺乏的地區，甲狀腺腫大的盛行率大約是男性1%、女性5%，女性明顯多過男性。

## 原因
最常見的甲狀腺腫原因為碘缺乏病。此通常發生於不使用含碘鹽的國家。硒缺乏症也可能是原因之一。使用加碘鹽的國家中，淋巴性甲狀腺腫則是甲狀腺腫最常見的原因。
碘缺乏和過量都會導致甲狀腺功能異常，包括非毒性甲狀腺腫（瀰漫性或結節性）、甲狀腺功能亢進（由毒性結節性甲狀腺腫或碘引起的甲狀腺功能亢進引起）或甲狀腺功能減退。(1)碘(Iodine)攝取不足 (2)格雷氏病(Graves’ disease，又稱突眼甲狀腺腫瘤) (3)橋本氏病(Hashimoto’s disease，又稱自體免疫性低甲狀腺功能症) (4)多結節性甲狀腺腫(Multinodular goiter) (5)孤立甲狀腺結節 (6)甲狀腺癌(Thyroid cancer) (7)懷孕 (8)發炎
1、單純性甲狀腺腫：非炎症和非惡性腫瘤原因的不伴有臨床甲狀腺功能異常的甲狀腺腫。
2、橋本氏甲狀腺炎和格雷氏病是常見的實性彌漫性甲狀腺腫。

## 治療
甲狀腺腫是按照病因來治療。如果是因為甲狀腺產生過多的甲狀腺激素（T4和T3），就會給病人放射性碘來收縮腺體。如果是因為碘缺乏而引起甲狀腺腫，就會用小劑量的複方碘或碘化鉀來治療。
保守治療（每年隨訪的臨床觀察）是甲狀腺功能正常且無美容問題的無症狀良性甲狀腺腫患者的首選方案。
當無法進行保守治療時，大多數非毒性多結節性甲狀腺腫患者的首選治療方法是手術。
如果結節引起局部壓力症狀，或者儘管細針穿刺結果良性，但仍存在可疑的超聲特徵，請考慮對良性結節進行手術（弱推薦）。
其他手術適應症包括：
- 大（> 100 cm 3）和阻塞性甲狀腺腫
- 疑似惡性腫瘤
- 壓迫症狀（吞嚥困難、窒息感、氣道阻塞）
- 胸骨後延伸
- 對放射性碘治療反應不足

甲狀腺手術常見的併發症有喉返神經麻痺、術後血腫及低血鈣症：
1. 喉返神經麻痺是最常見的併發症，若發生喉返神經麻痺時，會造成聲音沙啞及吃流質食物易嗆到等問題，可透過復健以及聲帶矯正手術改善。避免最好的方法為手術中常規找出喉返神經，在手術中使用喉返神經偵測系統來定位及辨識喉返神經，而且手術中便可預知喉返神經的功能。
2. 甲狀腺血流豐沛，手術中使用超音波刀可降低失血量以及術後血腫機率，術後血腫雖少見但會危及生命，常發生於術後24小時內，手術中確實止血、術後及早發現立刻處理是唯一的方法。
3. 低血鈣症好發於全甲狀腺切除術或再次手術的病人，主因是手術後副甲狀腺功能失常所致。術後血鈣濃度過低時，手指及嘴唇周圍會有麻麻的感覺，嚴重時手腳會抽筋。經過術後幾個星期後，大多數的副甲狀腺都可恢復正常功能。
多數的患者也會被建議在接受部分治療前採取「低碘飲食」。
1. 硝酸鹽：
硝酸鹽可能導致甲狀腺吸收過多的碘，進而使甲狀腺腫大或引起甲狀腺亢進。硝酸鹽存在於部分天然食物中，此外加工食物也常含有較多的硝酸鹽。因此甲狀腺亢進患者須避免的食物包括：加工肉品、芹菜、菠菜、甘藍菜、小黃瓜、紅蘿蔔、南瓜等。
2. 麩質：
對於某些人來說，麩質可能造成甲狀腺發炎。這類食物包括：小麥、大麥、麥芽、黑麥等。
3. 咖啡因：
咖啡、茶、氣泡水、巧克力等食物與飲料，可能加重甲狀腺亢進的症狀，導致焦慮、緊張、煩躁易怒、心跳加速等症狀更嚴重

## 歷史
历史上最早能治疗甲狀腺腫的方式起源于中国唐代，使用含碘豐富的動物如羊和豬的原料，再造成藥片或粉末狀。
在12世紀，波斯醫生贊恩艾爾丁哥爾加利第一次描述甲狀腺腫大和突眼後描述到瀰漫性毒性甲狀腺腫。從前甲狀腺被稱為喉腺，因為蓋倫（Galen）首先發現喉管附近有一個內分泌腺體因而得名。一直到1656年華通（Wharton）才將此腺體改名為甲狀腺，主要是它就在甲狀軟骨前方。甲狀腺腫過去希臘人稱為氣管腫大，突出到頸部來而造成的。到了十八世紀人們才知道所謂的“支气管囊肿”（bronchocele），他們以為是氣管腫大，突出到頸部來而造成的。到了十八世紀人們才知道氣管氙氣其實就是甲狀腺腫大，為一種很常見的甲狀腺疾病。